# Brza cesta B1
Die Brza cesta B1 (bosnisch/kroatisch für ‚Schnellstraße B1‘) ist eine geplante autobahnähnliche Straße (Schnellstraße) in Bosnien und Herzegowina. Sie soll vom kroatisch-bosnisch-herzegowinischen Grenzübergang Izačić bei Bihać über Bosanski Petrovac nach Ključ und dann weiter von Jajce über Donji Vakuf und Travnik nach Lašva zur A1. Die Streckenführung entspricht der Magistalstraße 5.
Da der geplante Streckenverlauf zwischen Ključ und Jajce durch die Republika Srpska führt und damit nicht mehr im Zuständigkeitsbereich von JP Autoceste FBiH liegt, ist die Wahrscheinlichkeit einer Realisation in diesem Teil derzeit unbekannt. JP Autoputevi Republike Srpske hat derzeit noch kein geplantes Projekt in diesem Streckenabschnitt präsentiert.